# Roberto Appicciafuocco
Roberto Appicciafuocco  (nacido en Rosario, el 10 de mayo de 1930) fue un futbolista argentino, que inició su carrera en Rosario Central. Se desempeñaba como delantero.

## Carrera

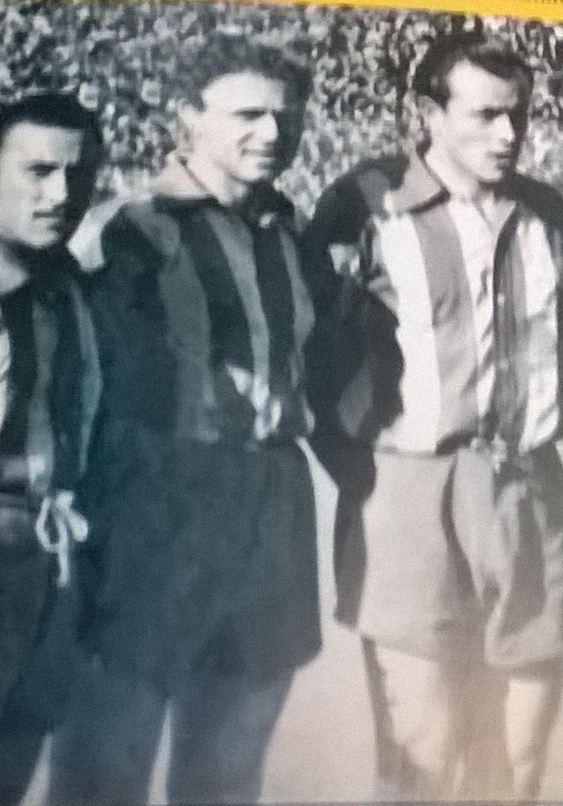
Pichia junto a Mario Virginio y Ángel Tulio Zof.

Luego de enfrentar a la quinta división de Rosario Central jugando para San Luis, un club de barrio Azcuénaga, fue fichado por el canalla a fines de la década de 1940. Luego de tres años en el club, tuvo su debut en Primera en 1952. En el campeonato de ese año tuvo su bautismo de gol ante Boca Juniors en La Bombonera, en partido válido por la primera fecha. Además le convirtió un gol en cada partido a River Plate, el campeón del torneo; en el segundo Central goleó 5-3. En el clásico rosarino disputado el 4 de diciembre de 1955 en el Parque Independencia, Pichia marcó el primer gol de la victoria canalla 2-1. Dejó el club tras finalizar el Campeonato de 1956. Sus números en Central se reflejan con 80 partidos jugados y 13 goles convertidos.
Pasó a Tigre, donde jugó una temporada. Luego emprendió viaje por tierras norteamericanas junto a Ángel Tulio Zof; jugó en Atlético Celaya y Morelia de México, Toronto Italia de Canadá y Ukranians Nationals de Estados Unidos. En este club de Filadelfia dio sus últimos pasos como futbolista, afincándose en dicha ciudad durante tres décadas, para luego volver a su Rosario natal.

## Clubes
| Club                | País      | Año       |
| ------------------- | --------- | --------- |
| Rosario Central     | Argentina | 1952-1956 |
| Tigre               | Argentina | 1957      |
| Celaya              | México    | 1958-1960 |
| Morelia             | México    | 1961      |
| Toronto Italia      | Canadá    | 1962      |
| Ukranians Nationals | USA       | 1963      |